# Connexxion
Connexxion er det største offentlige busselskab i Holland og har ruter i vest, centrum, øst og det allernordligste af landet. Det blev dannet efter en fusion i 1999 mellem de offentlige transportselskaber NZH, ZWN, Midnet og Oostnet. Dets navn er en mutation af det franske ord 'connexion' der betyder "forbindelse" og kan også have været inspireret af det franskbaserede multinationale transport selskab Connex. Connexxion ejer også busselskaberne Hermes, Novio og GVU.
I 2007 købte Transdev 66% af aktierne i Connexxion, med en option til at købe resten inden 5 år. Dette har gjort Transdev til den 4. største operatør i Europa. 